# Opéra Royal de Wallonie

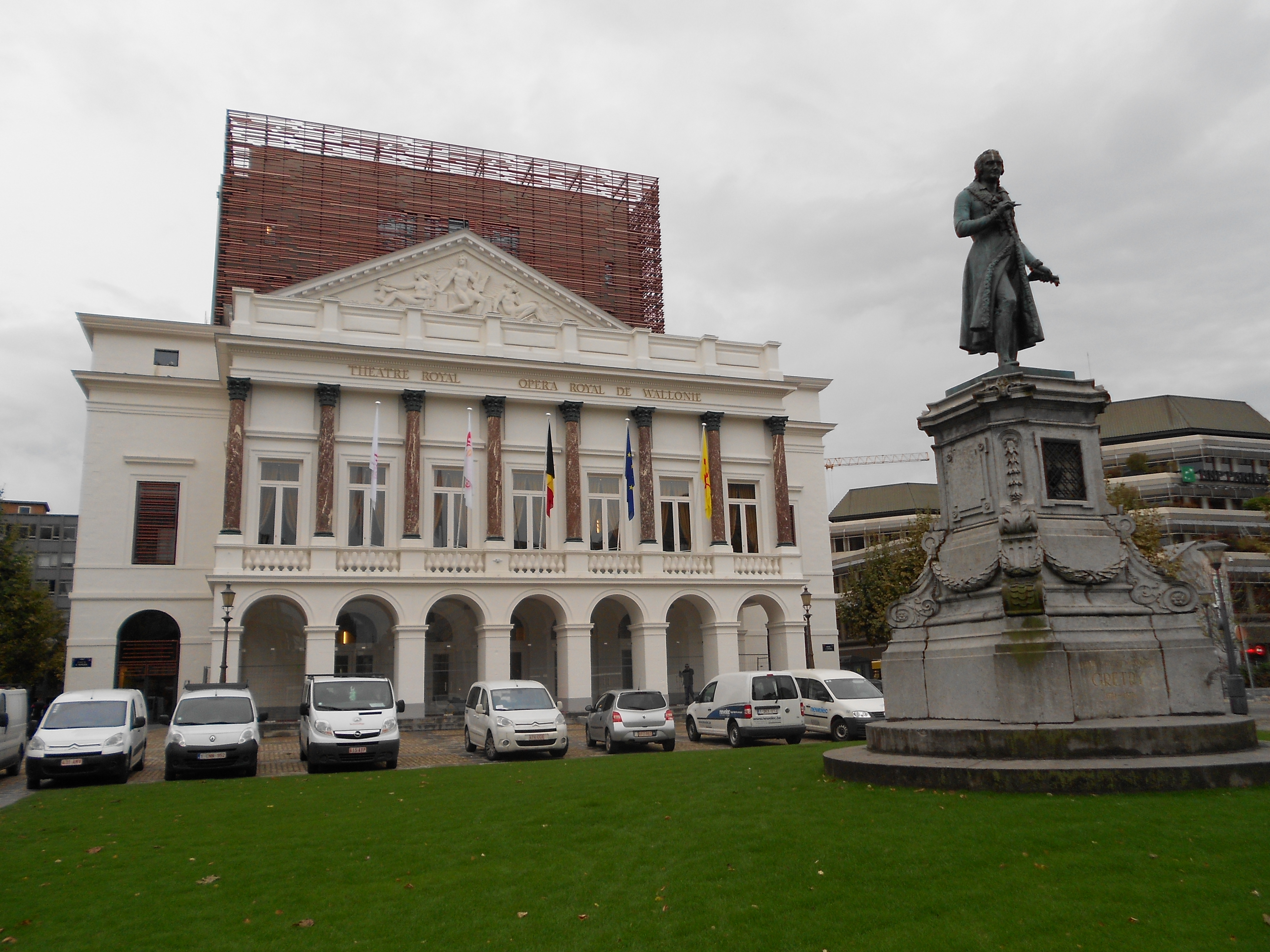
Opéra royal de Wallonie nach den Umbauten von 2012

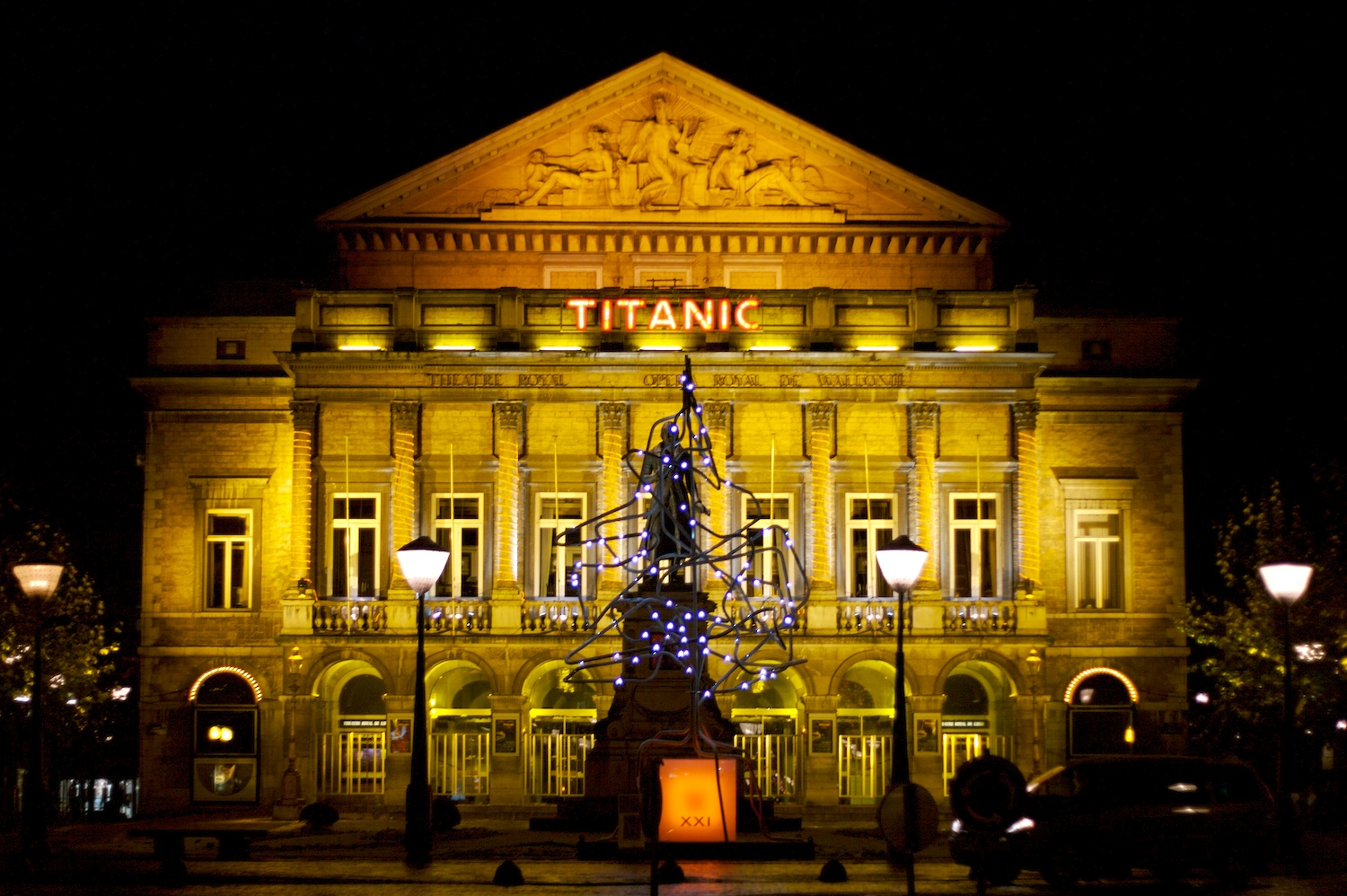
L’Opéra abends

Die Opéra Royal de Wallonie (ehemals Théâtre royal de Liège) ist das Theater der Stadt Lüttich in Belgien und neben La Monnaie und den beiden Gebäuden der Vlaamse Opera eines der vier Opernhäuser im Land.

## Geschichte
1816 stellte König Wilhelm I. von Oranien der Stadt Lüttich die seit der Besetzung durch französische Revolutionstruppen ungenutzten Grundstücke und das Gebäude des alten Klosters der Dominikaner zur Verfügung, um darauf ein Theater zu bauen.
Die Grundsteinlegung erfolgte im Juli 1818. Gebaut wurde nach dem Entwurf des Architekten Auguste Duckers. Das Theater weist eine klassizistische Architektur auf. Die Hauptfassade ist von einer Marmorkolonnade geprägt und von einer Balustrade begrenzt, die ein überragender Giebel schmückt.
Das Théâtre Royal de Liège wurde am 4. November 1820 eröffnet und ging 1852 in das Eigentum der Stadt über.
Als erste wurde die Oper Zémire et Azor von André-Ernest-Modeste Grétry gespielt. In der Statue des Bildhauers Guillaume Geefs auf dem Platz vor dem Theater ist der aus Lüttich stammende Komponist Grétry dargestellt.

## Einzelbelege
1. ↑  The Opéra Royal of Wallonie-Liège celebrates its 200th anniversary! Abgerufen am 11. März 2021 (englisch).

Koordinaten: 50° 38′ 36,4″ N, 5° 34′ 14,1″ O